# FK Spartaks Jūrmala
Maillots
Actualités
Le Futbola Klubs Spartaks Jurmala est un club de football letton basé à Jūrmala. Le Spartaks évolue en Virslīga, le plus haut niveau du football letton. 

## Histoire
Le FK Spartaks Jurmala est fondé en 2007.   
Jurmala accède à l'élite du football letton en 2011 grâce à une victoire en barrage.   
Le club se classe "seulement" sixième du championnat en 2014, mais le FK Liepāja n'obtient pas de licence UEFA tandis que le FC Daugava est relégué administrativement ; de ce fait, le Spartaks Jurmala participe à sa première campagne européenne, commençant au premier tour préliminaire de la Ligue Europa 2015-2016 contre les Monténégrins du FK Budućnost Podgorica.
Après une huitième place en 2022, le club n'obtient pas les licences nécessaires pour continuer d'évoluer en première division et est retiré.

## Bilan sportif

### Palmarès
- Championnat de Lettonie (2)
  - Champion : 2016 et 2017

- Coupe de Lettonie
  - Finaliste : 2016

- Coupe de Livonie
  - Finaliste : 2018

### Bilan par saison
| Saison | Championnat | Championnat | Championnat | Championnat | Championnat | Championnat | Championnat | Championnat | Championnat | Championnat | Coupe de Lettonie   |
| Saison | Division    | Pos         | Pts         | J           | V           | N           | D           | BP          | BC          | Diff        | Coupe de Lettonie   |
| ------ | ----------- | ----------- | ----------- | ----------- | ----------- | ----------- | ----------- | ----------- | ----------- | ----------- | ------------------- |
| 2007   | 3e          | 1er         | 44          | 18          | 14          | 2           | 2           | 51          | 8           | +43         | Deuxième tour       |
| 2008   | 2e          | 11e         | 33          | 28          | 9           | 6           | 13          | 32          | 44          | -12         | Huitièmes de finale |
| 2009   | 2e          | 12e         | 14          | 26          | 4           | 2           | 20          | 22          | 71          | -49         | —                   |
| 2010   | 2e          | 9e          | 22          | 22          | 6           | 4           | 12          | 32          | 41          | -9          | —                   |
| 2011   | 2e          | 3e          | 52          | 24          | 16          | 4           | 4           | 74          | 22          | +52         | Huitièmes de finale |
| 2012   | 1re         | 5e          | 49          | 36          | 13          | 10          | 13          | 61          | 56          | +5          | Quarts de finale    |
| 2013   | 1re         | 7e          | 25          | 27          | 7           | 4           | 16          | 30          | 49          | -19         | Huitièmes de finale |
| 2014   | 1re         | 6e          | 51          | 36          | 14          | 9           | 13          | 38          | 32          | +6          | Quarts de finale    |
| 2015   | 1re         | 5e          | 21          | 24          | 5           | 6           | 13          | 20          | 36          | -16         | Demi-finales        |
| 2016   | 1re         | 1er         | 55          | 28          | 17          | 4           | 7           | 46          | 22          | +24         | Finale              |
| 2017   | 1re         | 1er         | 46          | 24          | 14          | 4           | 6           | 36          | 26          | +10         | Demi-finales        |
| 2018   | 1re         | 5e          | 42          | 28          | 12          | 6           | 10          | 48          | 37          | +11         | Quarts de finale    |
| 2019   | 1re         | 5e          | 44          | 32          | 13          | 5           | 14          | 49          | 64          | -15         | Huitièmes de finale |
| 2020   | 1re         | 6e          | 40          | 27          | 11          | 7           | 9           | 53          | 44          | +9          | Quarts de finale    |
| 2021   | 1re         | 5e          | 35          | 28          | 11          | 2           | 15          | 40          | 41          | -1          | Huitièmes de finale |
| 2022   | 1re         | 8e          | 31          | 36          | 9           | 4           | 23          | 37          | 75          | -38         | Huitièmes de finale |

Légende
- Vainqueur de la compétition
- Vice-champion ou finaliste de la compétition
- Promotion en division supérieure
- Relégation en division inférieure

### Bilan européen
Note : dans les résultats ci-dessous, le score du club est toujours donné en premier
| Saison    | Compétition         | Tour             | Club                     | Domicile | Extérieur | Total |
| --------- | ------------------- | ---------------- | ------------------------ | -------- | --------- | ----- |
| 2015-2016 | Ligue Europa        | Premier tour Q   | Budućnost Podgorica      | 0 - 0    | 3 - 1     | 3 - 1 |
| 2015-2016 | Ligue Europa        | Deuxième tour Q  | Vojvodina Novi Sad       | 1 - 1    | 0 - 3     | 1 - 4 |
| 2016-2017 | Ligue Europa        | Premier tour Q   | Dinamo Minsk             | 0 - 2    | 1 - 2     | 1 - 4 |
| 2017-2018 | Ligue des champions | Deuxième tour Q  | FK Astana                | 0 - 1    | 1 - 1     | 1 - 2 |
| 2018-2019 | Ligue des champions | Premier tour Q   | Étoile rouge de Belgrade | 0 - 0    | 0 - 2     | 0 - 2 |
| 2018-2019 | Ligue Europa        | Deuxième tour Q  | SP La Fiorita            | 6 - 0    | 3 - 0     | 9 - 0 |
| 2018-2019 | Ligue Europa        | Troisième tour Q | Sūduva Marijampolė       | 0 - 1    | 0 - 0     | 0 - 1 |

Légende
- Victoire ou qualification pour le tour suivant
- Match nul
- Défaite ou élimination de la compétition